# Erikub
Erikub (en marshallais :  Ādkup) est un atoll corallien inhabité de quatorze îles de l'océan Pacifique, situé dans la chaîne Ratak des Îles Marshall. Sa superficie totale n'est que de 1,53 km2, mais il renferme une lagune d'une superficie de 230 km2. Il est situé légèrement au sud de Wotje.

## Histoire
La première observation de l'atoll d'Erikub par les européens a été rapportée le 29 juin 1566 par le galion espagnol San Jerónimo, alors commandé par le pilote Lope Martín. Il est cependant probable qu'il avait déjà été aperçu par l'expédition espagnole de Ruy López de Villalobos entre décembre 1542 et janvier 1543,.
L'atoll d'Erikub a été revendiqué par l'Empire d'Allemagne avec le reste des îles Marshall en 1884. Après la Première Guerre mondiale, l'île a été placée sous le mandat du Pacifique sud de l'empire du Japon. Après la fin de la Seconde Guerre mondiale, Erikub est passé sous le contrôle des États-Unis en tant que partie du territoire sous tutelle des îles du Pacifique. L'île fait partie de la République indépendante des Îles Marshall depuis 1986.

## Écologie
L'île de Loj, dans l'atoll, est un site de nidification de la tortue verte,.